# 近畿日本ツーリスト九州
株式会社近畿日本ツーリスト九州（きんきにっぽんツーリストきゅうしゅう）は、かつて存在した近畿日本ツーリストグループの旅行会社。福岡県福岡市博多区に本社を置いていた。

## 概要
2009年11月、地域の実情に合った営業展開を行うため、初代の近畿日本ツーリスト（現：KNT-CTホールディングス）の九州地方の団体旅行事業を分社化する目的で設立。2010年1月に九州地方の支店・営業所の団体旅行業務が移管され業務を開始した。
新会社設立後は地域密着型の営業を展開し、企業や官公庁などの出張や研修旅行、各種団体が開催する国際会議やイベント、学校の修学旅行といった団体旅行を強化する。
2012年からは、近畿日本ツーリスト本体からの個人事業譲り受けと旧KNTツーリスト（近畿日本ツーリスト個人旅行に合併）からの九州地区店舗の移管を受け、個人旅行を取り扱うことになったため総合旅行会社となった。
2021年10月1日、地域子会社統合により近畿日本ツーリスト首都圏（現：近畿日本ツーリスト（3代））に吸収合併され解散した。

## 沿革
- 2009年（平成21年）10月23日 - 近畿日本ツーリスト（初代・旧会社）の取締役会にて九州地方に新会社設立を決定。
- 2009年（平成21年）11月17日 - 株式会社近畿日本ツーリスト九州として設立。
- 2010年（平成22年） 1月1日 - 近畿日本ツーリスト（初代・旧会社）から九州地方の団体旅行事業を譲り受け、営業を開始。
- 2012年（平成24年） 1月1日 - 近畿日本ツーリスト（初代・旧会社）から個人旅行事業を譲り受け、また旧KNTツーリスト（近畿日本ツーリスト個人旅行に合併）からの九州地区店舗の移管を受け総合旅行会社となる[5]。
- 2021年（令和3年） 10月1日 - 株式会社近畿日本ツーリスト首都圏に吸収合併され解散。近畿日本ツーリスト株式会社（3代）の一部となる。

## 主な系列会社
- 株式会社昭和トラベラーズクラブ
- 株式会社近畿日本ツーリスト北海道
- 株式会社近畿日本ツーリスト東北
- 株式会社近畿日本ツーリスト関東
- 株式会社近畿日本ツーリスト首都圏
- 株式会社近畿日本ツーリスト中部
- 株式会社近畿日本ツーリスト関西
- 株式会社近畿日本ツーリスト中国四国
- 株式会社近畿日本ツーリスト沖縄
- 株式会社近畿日本ツーリスト神奈川（旧：相鉄観光株式会社）
- クラブツーリズム株式会社